# Castellet y Gornal
Castellet y Gornal (en catalán: Castellet i la Gornal) es un municipio español de la comarca del Alto Panadés, en la provincia de Barcelona, comunidad autónoma de Cataluña, con una superficie de 47,19 km², una población de 2181 habitantes (2008) y una densidad de población de 46,22 hab/km².

## Geografía
Integrado en la comarca de Alto Panadés, se sitúa a 68 kilómetros de Barcelona. El término municipal está atravesado por la carretera nacional N-340, entre los pK 1196 y 1198, y por carreteras locales que conectan con Arbós, Cubellas y Santa Margarita y Monjós. El término municipal de Castellet y la Gornal, de 47,5 km2, está situado en el punto de contacto entre el Garraf y las dos comarcas del Panadés.
El relieve del municipio es variado, siendo más montañoso e irregular por el norte. Las alturas máximas son el Turó de les Tres Partions (431 metros) y la Plana Morta (411 metros). El río Foix forma dentro del término el pantano de Foix y recibe varios afluentes. La altitud oscila entre los 431 metros al norte y los 50 metros a orillas del río Foix. La capital municipal se alza a 137 metros sobre el nivel del mar. 
Limita con los siguientes municipios:
| Noroeste: San Jaime dels Domenys (Tarragona) y Castellví de la Marca | Norte: Santa Margarita y Monjós                         | Noreste: Olèrdola y Canyelles |
| Oeste: Arbós (Tarragona), Bañeras (Tarragona)                        |                                                         | Este: Villanueva y Geltrú     |
| Suroeste: Bellvey (Tarragona)                                        | Sur: Calafell (Tarragona), Cunit (Tarragona) y Cubellas | Sureste: Villanueva y Geltrú  |

## Historia
En el pueblo se encuentra el Castillo de Castellet del que hay datos a partir del año 977.

## Demografía
Castellet y Gornal cuenta con una población de 2674 habitantes (INE 2024).
| Gráfica de evolución demográfica de Castellet y Gornal entre 1842 y 2021 |
| |
| Población de derecho según los censos de población del INE. Población de hecho según los censos de población del INE.En estos censos se denominaba Castellet y Gornal: 1842, 1950, 1960, 1970 y 1981. En estos censos se denominaba Castellet: 1857, 1860, 1877, 1887, 1897, 1900, 1910, 1920, 1930 y 1940. |

## Administración y política
| Periodo   | Nombre                 | Partido |
| --------- | ---------------------- | ------- |
| 2003-2007 | Miguel Delgado Almansa | PSC     |
| 2007-2011 | Miguel Delgado Almansa | PSC     |
| 2011-2015 | Miguel Delgado Almansa | PSC     |
| 2015-2019 | Miguel Delgado Almansa | PSC     |
| 2019-2023 | Miguel Delgado Almansa | PSC     |